# Bathyedithinae
Los batieditinos (Bathyedithinae) son una de las subfamilias de anélidos poliquetos perteneciente a la familia Polynoidae. Comprende un solo género Bathyedithia Pettibone, 1976  que también es monotípico con una única especie: Bathyedithia tuberculata que es originaria de la cuenca del Canadá en el Océano Ártico.